# 蚝岗贝丘遗址
蚝岗贝丘遗址，位于中国广东省东莞市南城街道胜和村，为新石器时代遗址。

## 文物保护
2008年11月，公布为第五批广东省文物保护单位。2013年，中国国务院公布为第七批全国重点文物保护单位。

## 图库

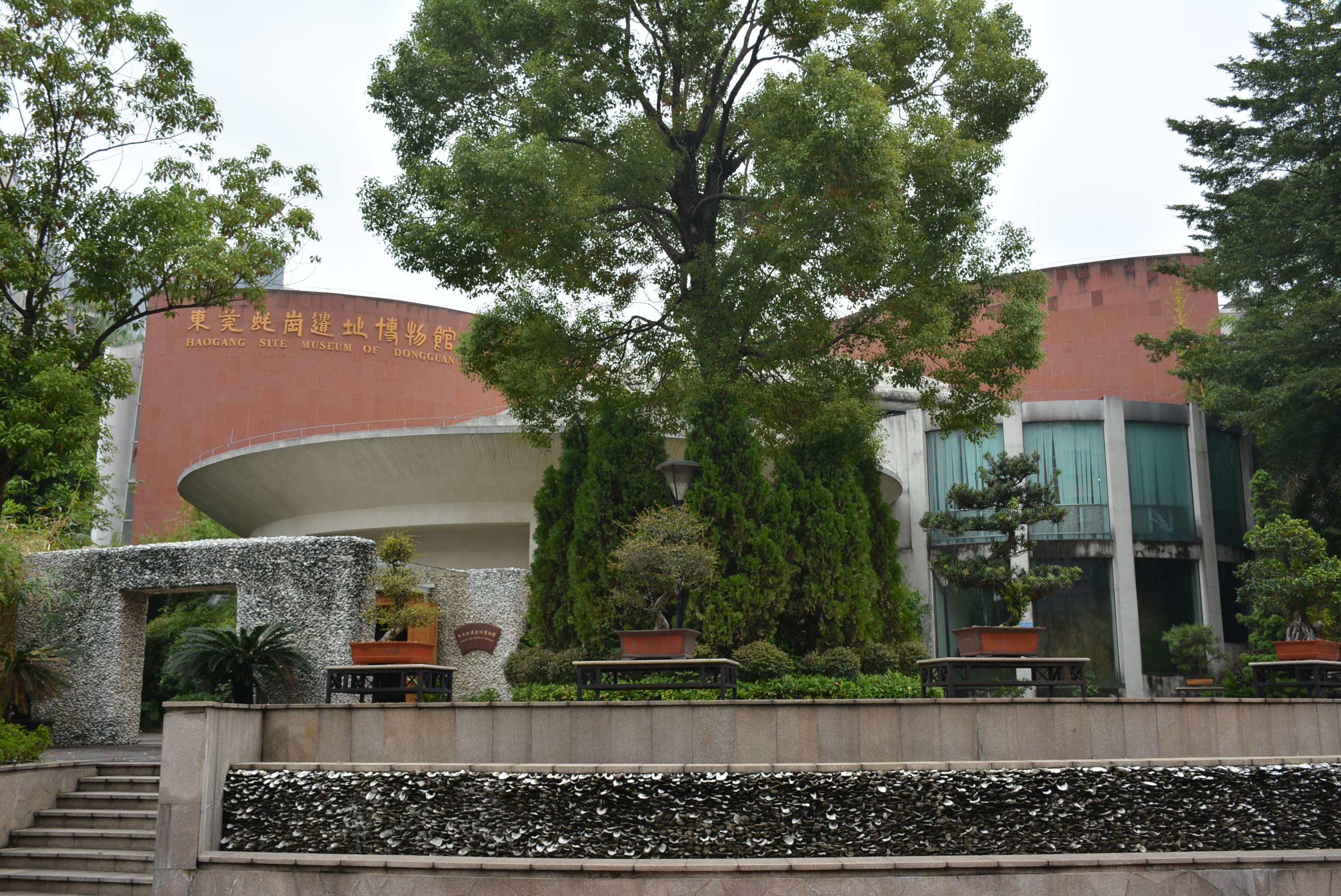
博物馆大门
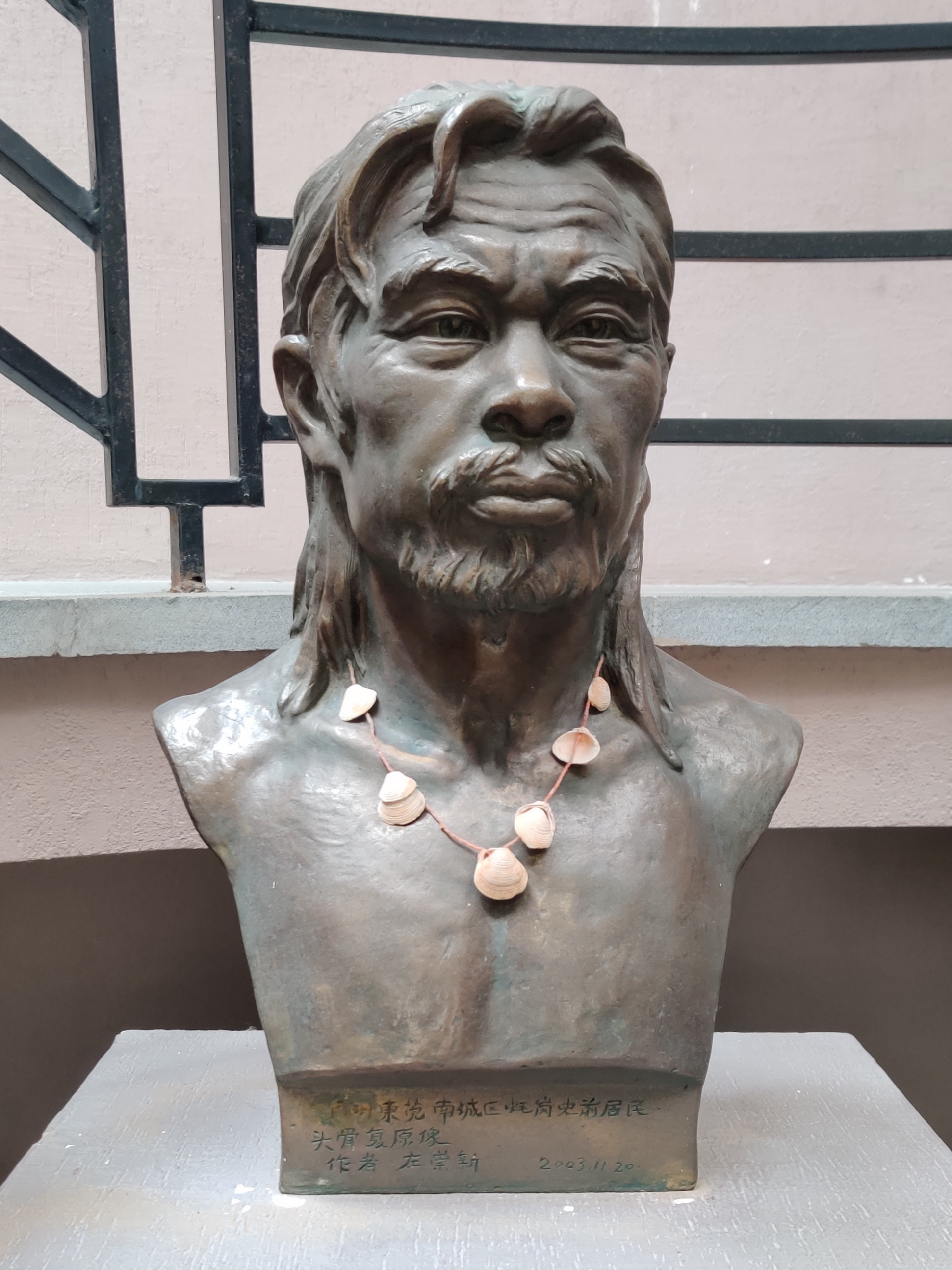
蚝岗人
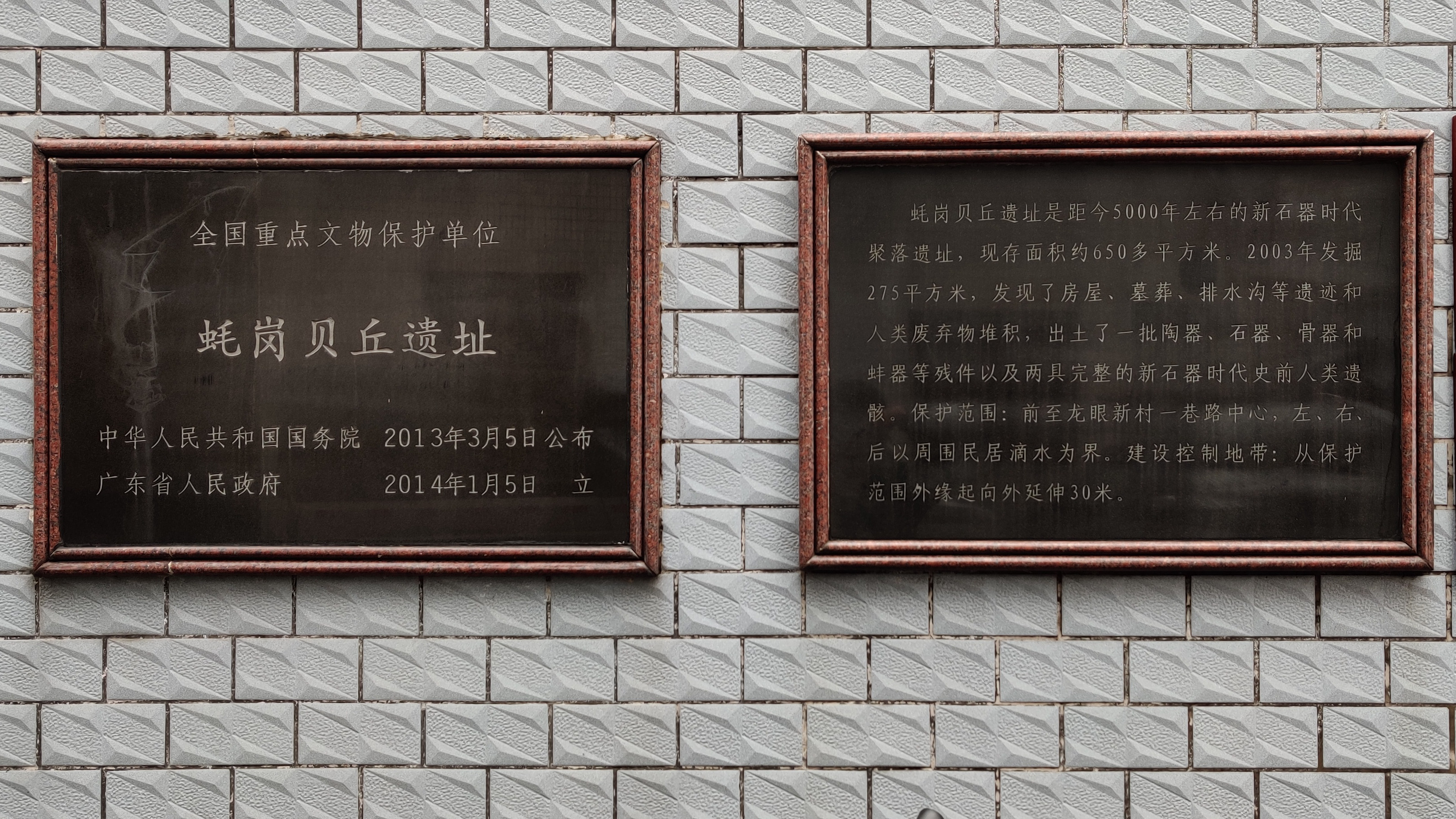
蚝港遗址文保碑
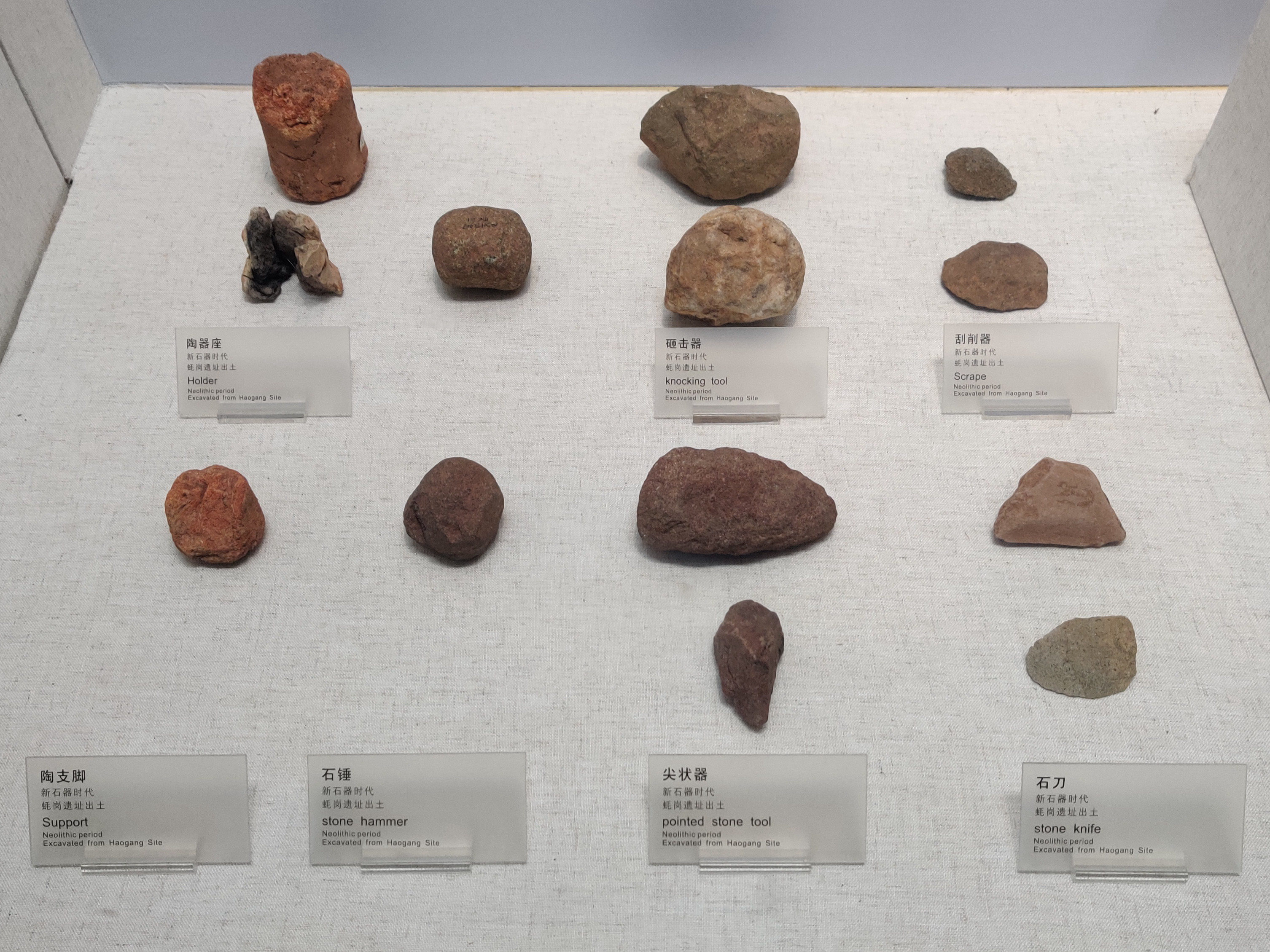
陶器石器
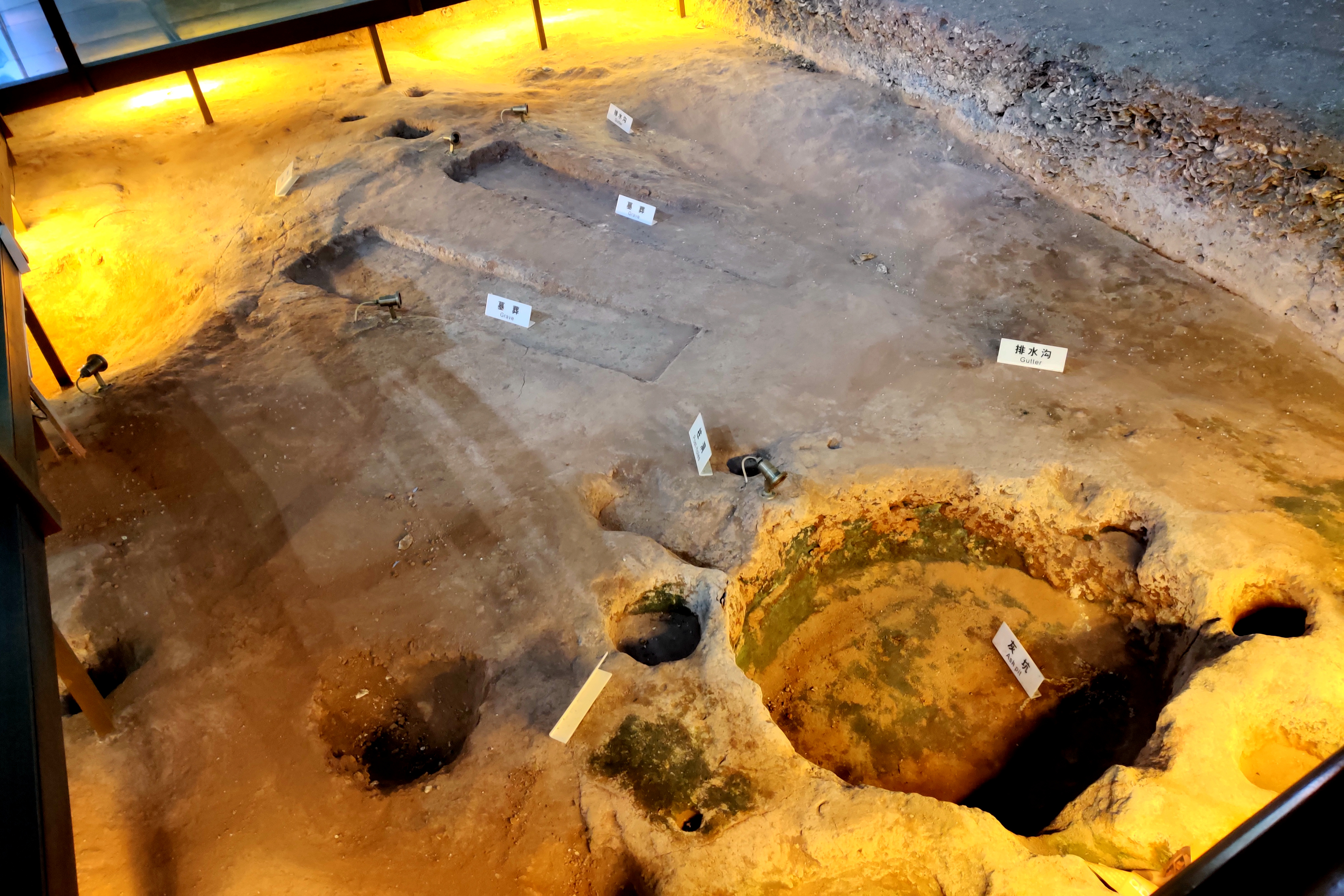
蚝港遗址
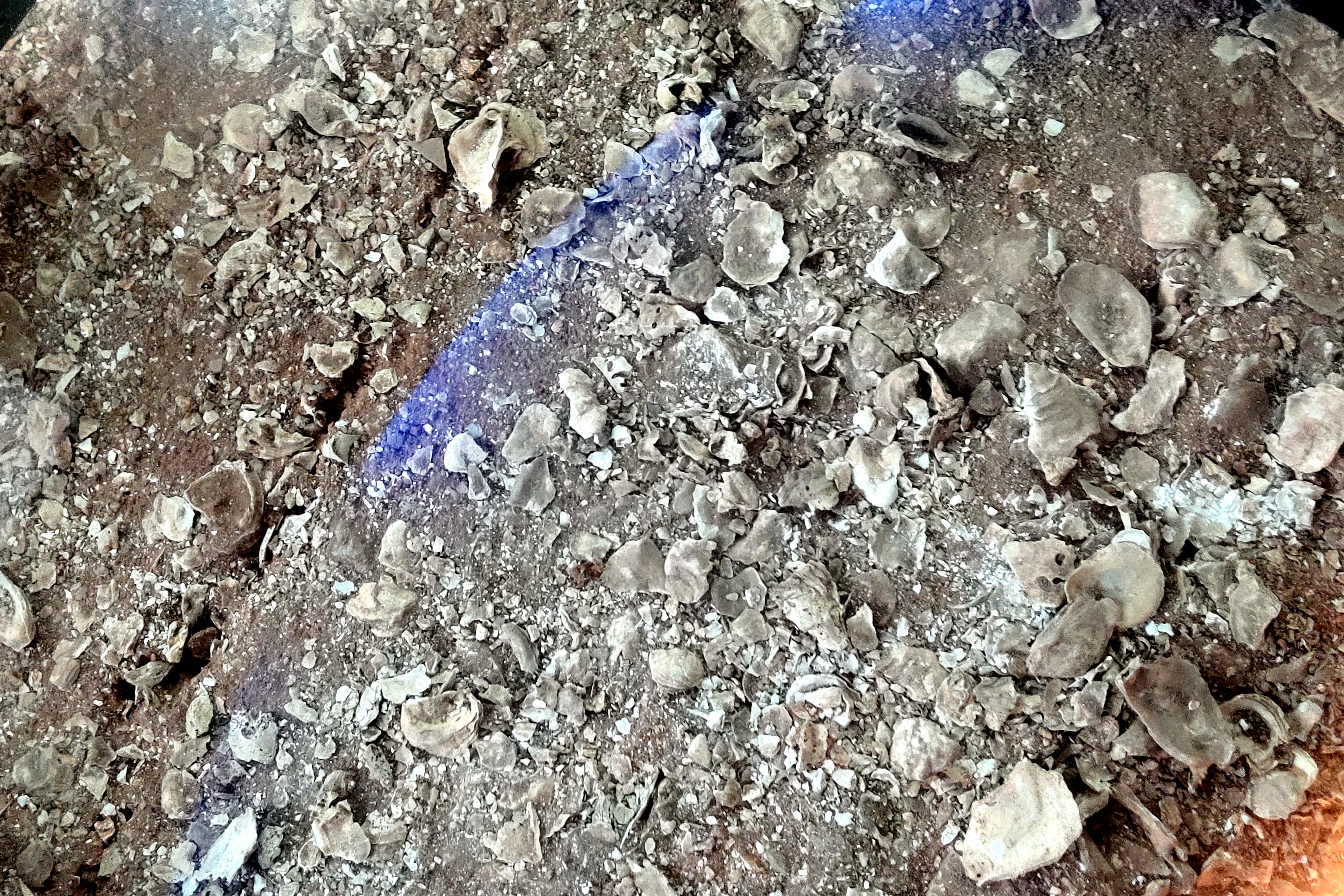
蚝岗遗址
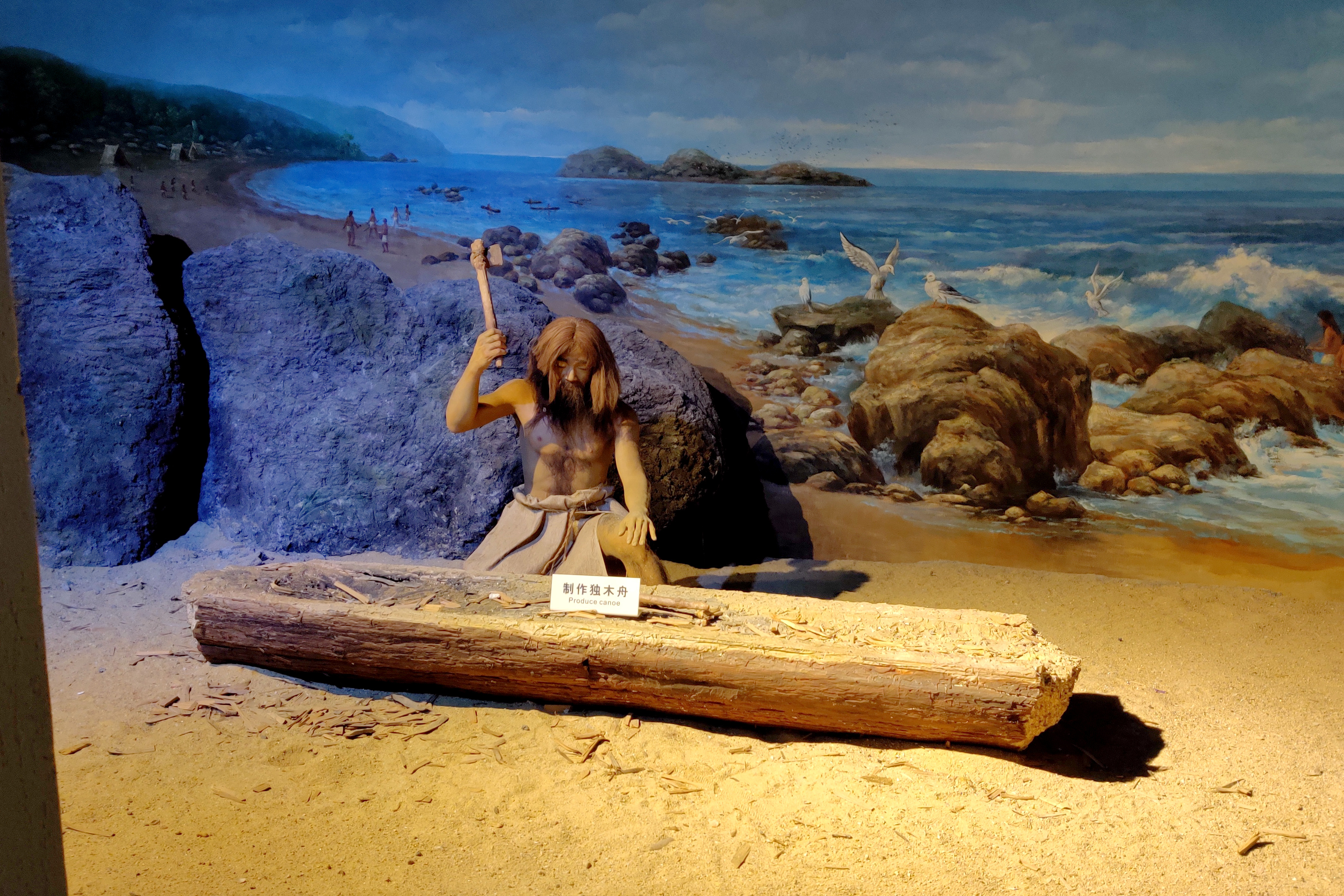
制作独木舟
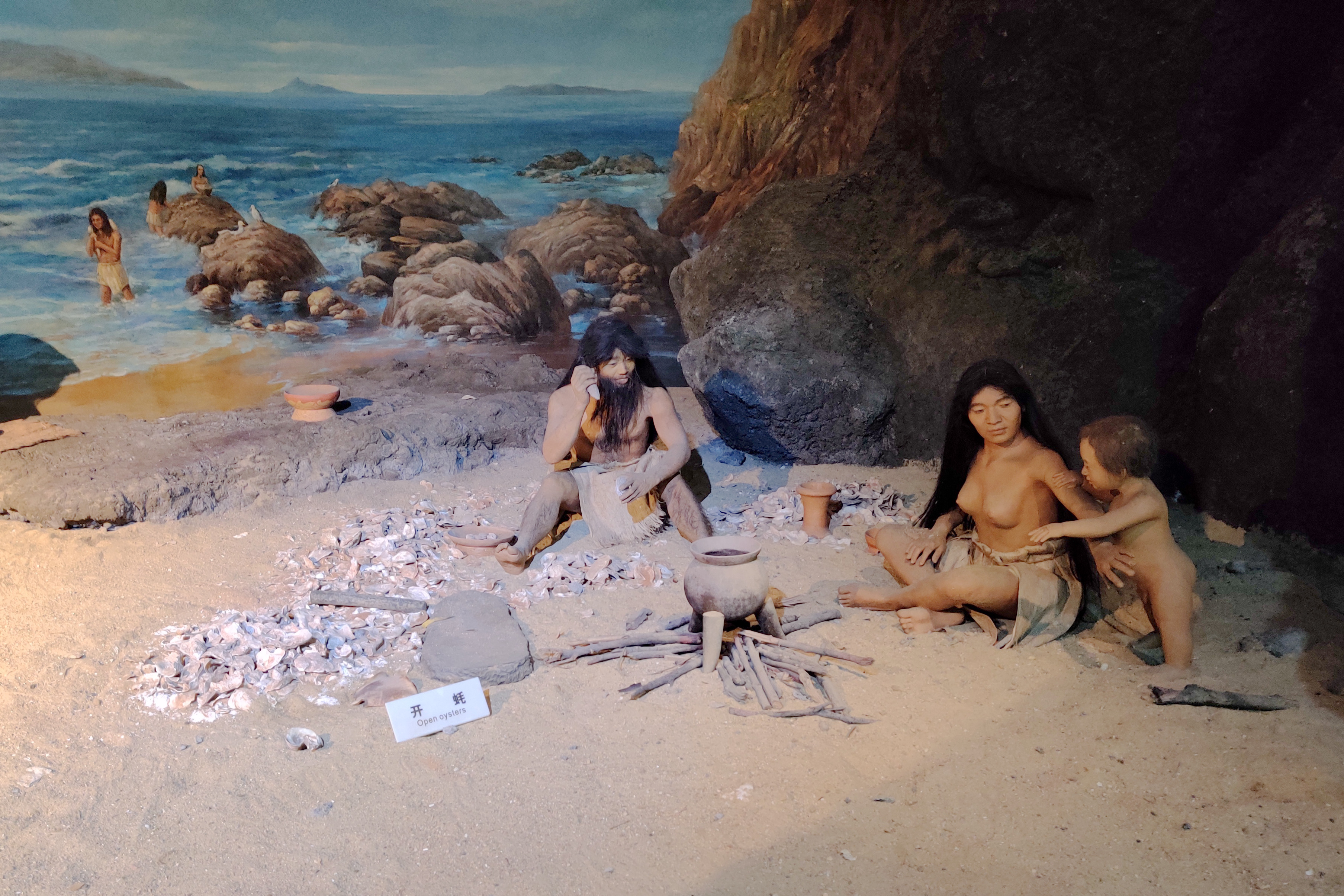
开蚝
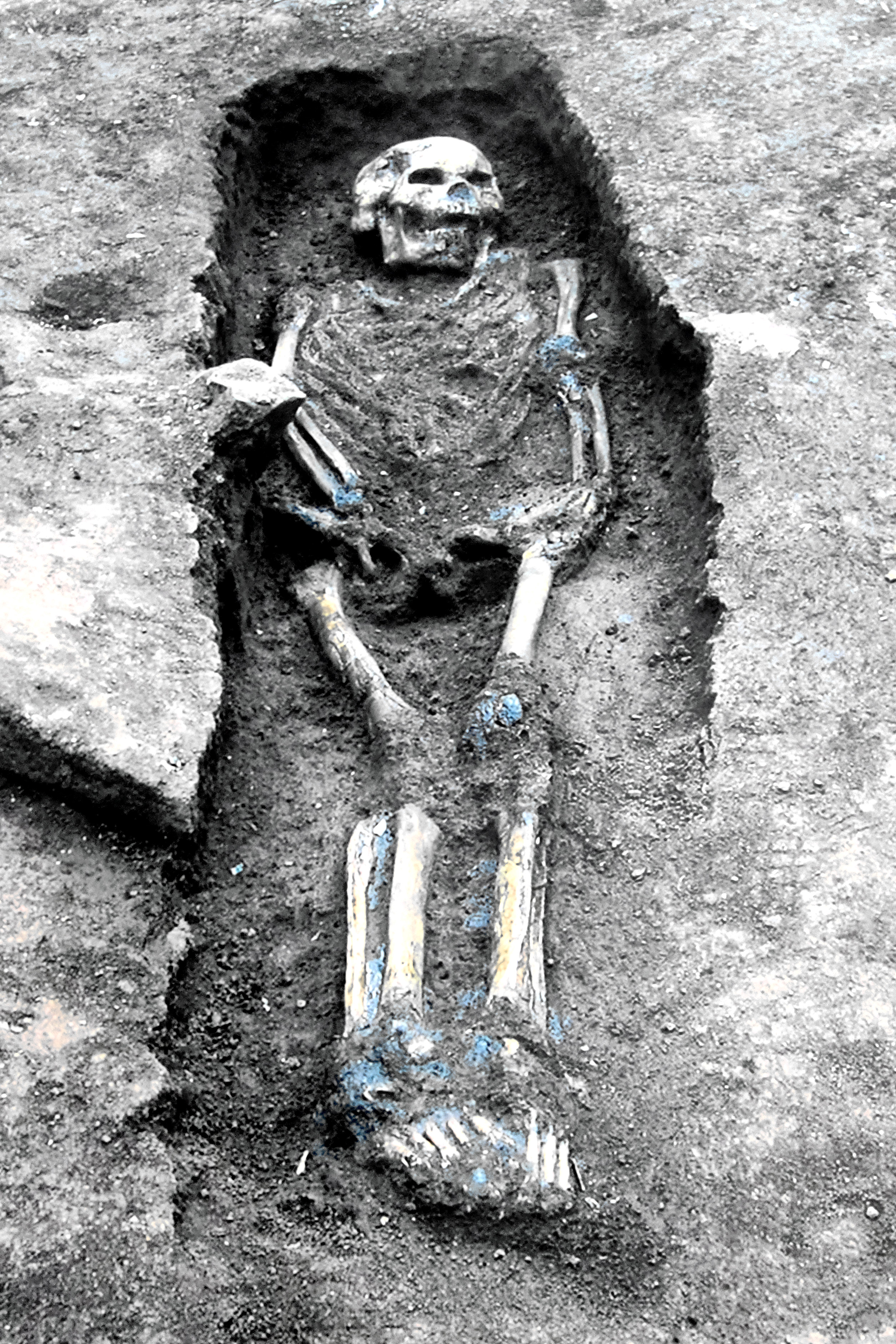
蚝岗遗址尸骸